# Бужумбура-Рураль
Бужумбура — одна з 17 провінцій Бурунді. Є батьківщиною колишнього президента Сіпрієна Нтар'яміри.
Провінція розташовується навколо столиці країни міста Бужумбура.

## Комуни
Провінція поділяється на такі комуни:
- Ісале
- Кабезі
- Каньйоша
- Мубімбі
- Мугонгоманга
- Мукіке
- Мутамбу
- Мутімбузі
- Ньябіраба

3°22′44″ пд. ш. 29°25′36″ сх. д. / 3.37889° пд. ш. 29.42667° сх. д.
| Бурунді | Це незавершена стаття з географії Бурунді. Ви можете допомогти проєкту, виправивши або дописавши її. |